# Рајино Поље
Рајино Поље је насељено мјесто у општини Чачинци, у Славонији, у Вировитичко-подравској жупанији, Република Хрватска.

## Географија
Рајино Поље се налази око 6,5 км сјеверно од Чачинаца.

## Историја
До територијалне реорганизације у Хрватској насеље се налазило у саставу бивше општине Ораховица.

## Становништво
Рајино Поље је према попису из 2011. године имало 30 становника.
| Националност       | 1991. | 1981. | 1971. | 1961. |
| Срби               | 35    |       |       |       |
| Хрвати             | 16    |       |       |       |
| Југословени        | 4     |       |       |       |
| остали и непознато | 11    |       |       |       |
| Укупно             | 66    | '     | '     | '     |

| Демографија | Демографија | Демографија |
| Година      | Становника  | Становника  |
| ----------- | ----------- | ----------- |
| 1981.       | 83          |             |
| 1991.       | 66          |             |
| 2001.       | 46          |             |
| 2011.       |             | 30          |